# Frenchkiss Records

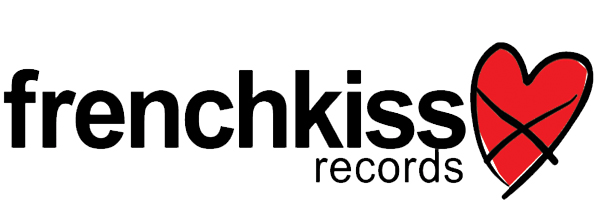
Logo

Frenchkiss Records is een onafhankelijk platenlabel uit New York.  Het label werd in 1999 opgericht door Les Savy Fav bassist Syd Butler en zijn partner, televisieactrice Amy Carlson. Het label brengt voornamelijk bands uit die indierock en noiserock maken.

## Artiesten
- The Apes
- The Big Sleep
- Bloc Party
- The Bloodthirsty Lovers
- Detachment Kit
- The Dodos
- Call Me Lightning
- Ex Models
- The Hold Steady
- Les Savy Fav
- Lifter Puller
- The Plastic Constellations
- Passion Pit
- Rahim
- S PRCSS
- Sean Na Na
- Smoke and Smoke
- Strange Names
- Tangiers
- Thunderbirds are Now!
- Turing Machine